# Cazierius alayoni
Espèce
Cazierius alayoni est une espèce de scorpions de la famille des Diplocentridae.

## Distribution
Cette espèce est endémique de l'île de la Navasse aux Antilles.

## Étymologie
Cette espèce est nommée en l'honneur de Giraldo Alayón García.

## Publication originale
- Armas, 1999 : Quince nuevos alacranes de La Española y Navassa, Antillas Mayores (Arachnida: Scorpiones). Avicennia, no 10/11, p. 101-136.